# Lahojszk

Lahojszk (Лагойск, oroszul Логойск) város Fehéroroszország Minszki területének északi részén, a Lahojszki járás székhelye. A Minszki-hátság dombvidékén, Minszktől 35 km-re északkeletre, a Gajna folyó partján fekszik. 2005-ben 10,1 ezer lakosa volt.

## Történelem
Lahojszk régi város, már a 11. században létezett, a középkorban itt haladt át a Minszket Polackkal összekötő kereskedelmi főútvonal. A régi települést 1505-ben a tatárok a nagy északi háború (1700–1721) során pedig a svédek pusztították el. 1793-ban Oroszországhoz csatolták, a 19. század elején a Tiskevics család kastélyt épített itt hatalmas parkkal. 1837-ben szövőmanufaktúrát alapítottak itt, amelynek fa épülete ma is áll. 1941. június 27. – 1944. július 2. között német megszállás alatt volt és súlyos károkat szenvedett. 

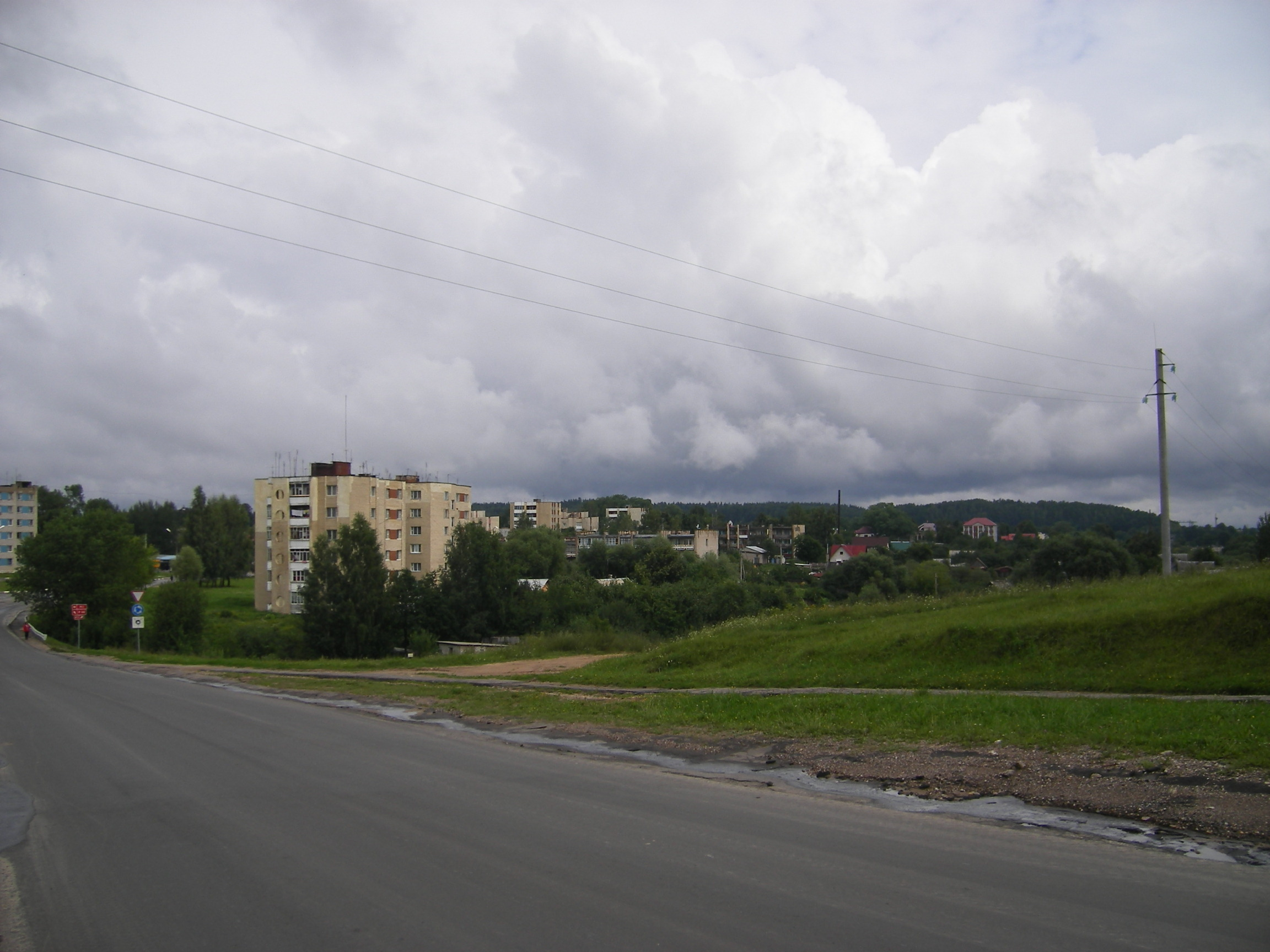
A déli városrész látképe

## Gazdaság

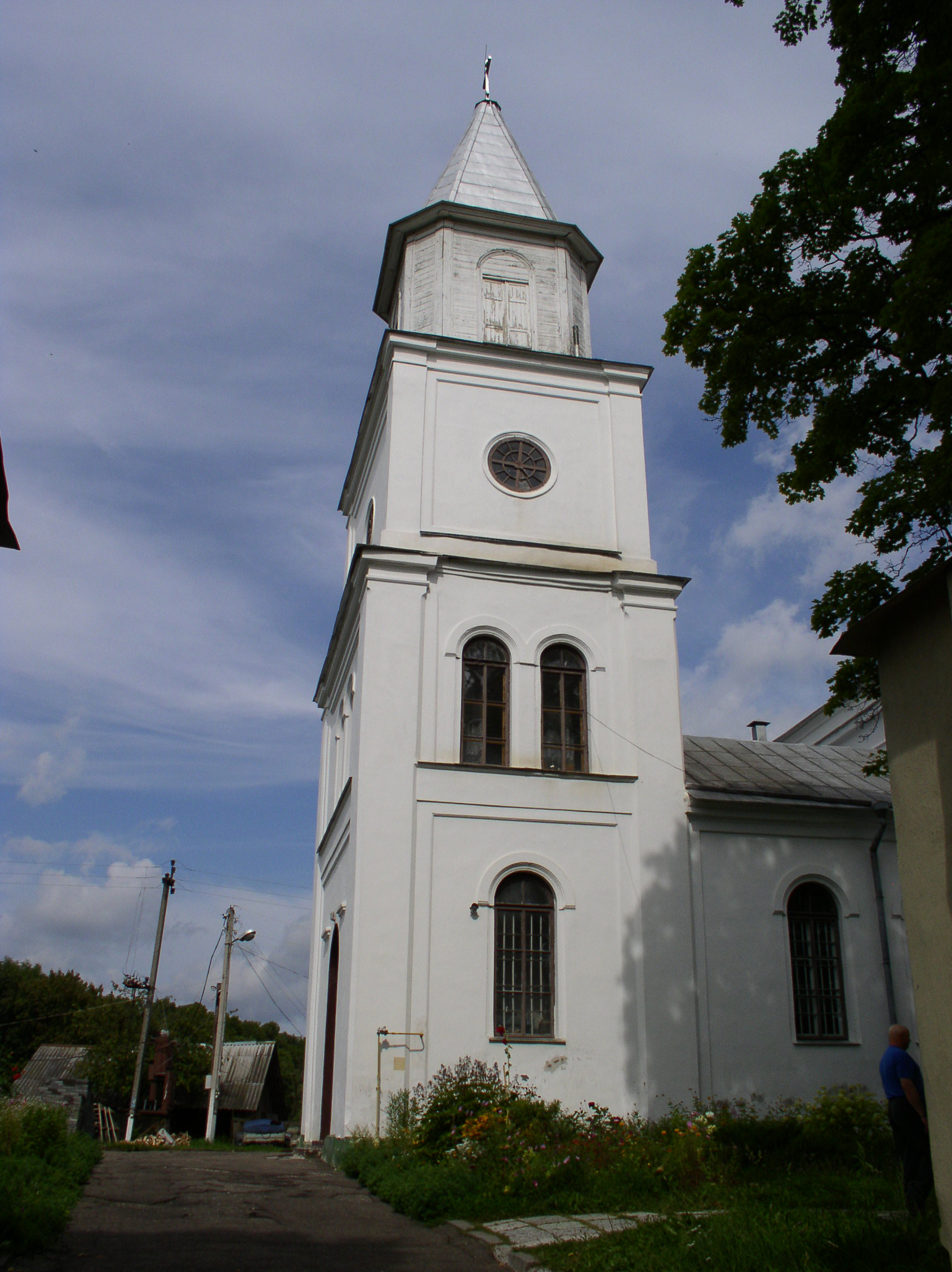
A Szt. Miklós-templom

Legfontosabb gazdasági ága a fafeldolgozás, de gép- és élelmiszeripara (tejfeldolgozás, kenyérgyár) is van. Számos lakosa ingázik Minszk üzemeibe. A környező dombvidéken épült síterepek révén a belföldi idegenforgalom egyik fontos célpontja.  Lahojszk nyugati oldala mellett halad el a Minszk–Polack közötti, észak-déli  M3-as főút, melyről itt ágazik le a kelet-nyugati irányú P63-as út. A P59-es út Szmaljavicsi (32 km) felé teremt összeköttetést.

## Nevezetességek
Az 1819-ben épült Tiskevics-kastély a második világháború idején csaknem teljesen elpusztult, csak néhány falmaradvány maradt fenn belőle. A Szt. Miklós-templom 1845-ben, a Szt. Kázmér-templom 1999-ben épült. Főterén (mely egykor piactér volt) áll a járási tanács épülete előtt áll Karl Marx és Lenin egész alakos szobra.

## Testvérváros
- Łask, Lengyelország